# Ornice

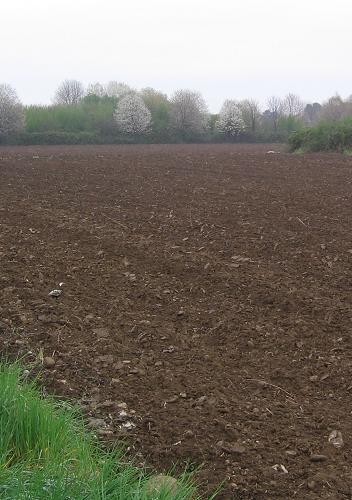
Hnědá ornice na poli

Ornice je kulturní, úrodná vrstva půdy vznikající zemědělskou činností na polích. Vzniká jednak z původního půdního typu, jednak obráběním půdy, zapravováním organických a minerálních hnojiv; působením klimatických, biologických a chemických činitelů. Obsahuje hodně humusu.
Pokud se odnímá zemědělská půda například pro výstavbu nebo těžbu apod., ať už trvale nebo jen dočasně, provádí se skrývka ornice a zajišťuje se, aby mohla být využita pro svůj původní účel.